# سید روح‌الله خمینی (دوران انقلاب)

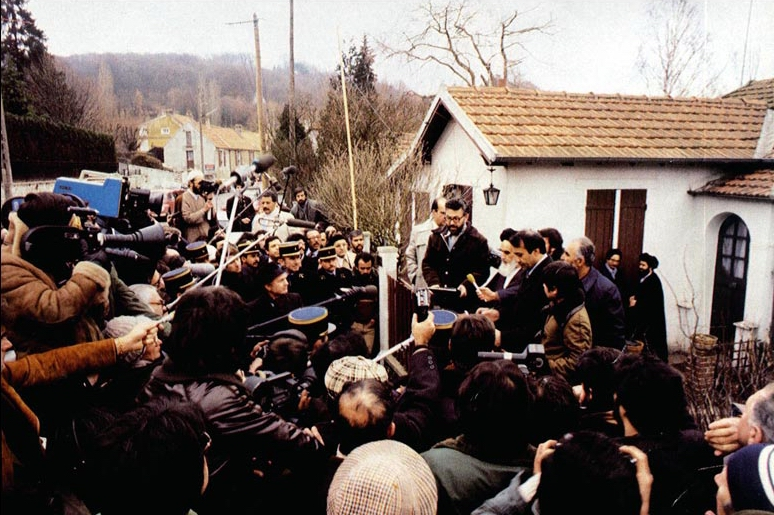
خمینی در تبعید (نوفل لوشاتو)

مخالفت با اقدامات محمدرضا پهلوی توسط سید روح‌الله خمینی از سال ۱۳۴۱ جدی‌تر شد و در واکنش به همه‌پرسی انجام شده توسط حکومت شاه و نتایج اعلام شده در آن، به ایراد سخنرانی و نصیحت شاه پرداخت. در این سخنرانی او همه‌پرسی برگزار شده را نمایشی خواند. دولت اعلام کرده بود که بیش از ۹۹ درصد از مردم ایران به تغییرات پیشنهاد شده توسط شاه رأی مثبت داده‌اند. در ۱۳ آبان‌ماه سال ۱۳۴۳ به خاطر مخالفت با قانون کاپیتالاسیون و به اتهام اقدام علیه امنیت کشور به خارج از ایران (ترکیه، عراق و در نهایت فرانسه) تبعید شد. چرا که بر اساس قانون، دستگیری و زندانی نمودن مراجع تقلید منع شده بود.در طول دوران تبعید در نجف تا سال ۱۳۵۶ تقریباً ساکت و فراموش شده بود و با گوشه‌گیری می‌زیستبعد از شروع تظاهرات مردم در سال ۵۶ با ارسال نوارهای سخنرانی به رهبری فکری انقلاب می‌پرداخت و سرانجام پس از ۱۴ سال در ۱۲ بهمن ۱۳۵۷ به ایران بازگشت.

وی در روز بازگشتش به ایران در میان هواداران میلیونی خود که از سراسر ایران به تهران آمده بودند، در بهشت زهرا به سخنرانی پرداخت و مسئولین نظام پادشاهی را به چالش کشید. او با اشاره به جمعیت میلیونی استقبال‌کنندگان گفت: 
... من توی دهن این دولت [منظور دولت شاپور بختیار] می‌زنم… من به پشتیبانی این ملت دولت تعیین می‌کنم…

## خمینی در سالهای ابتدایی پس از پیروزی انقلاب

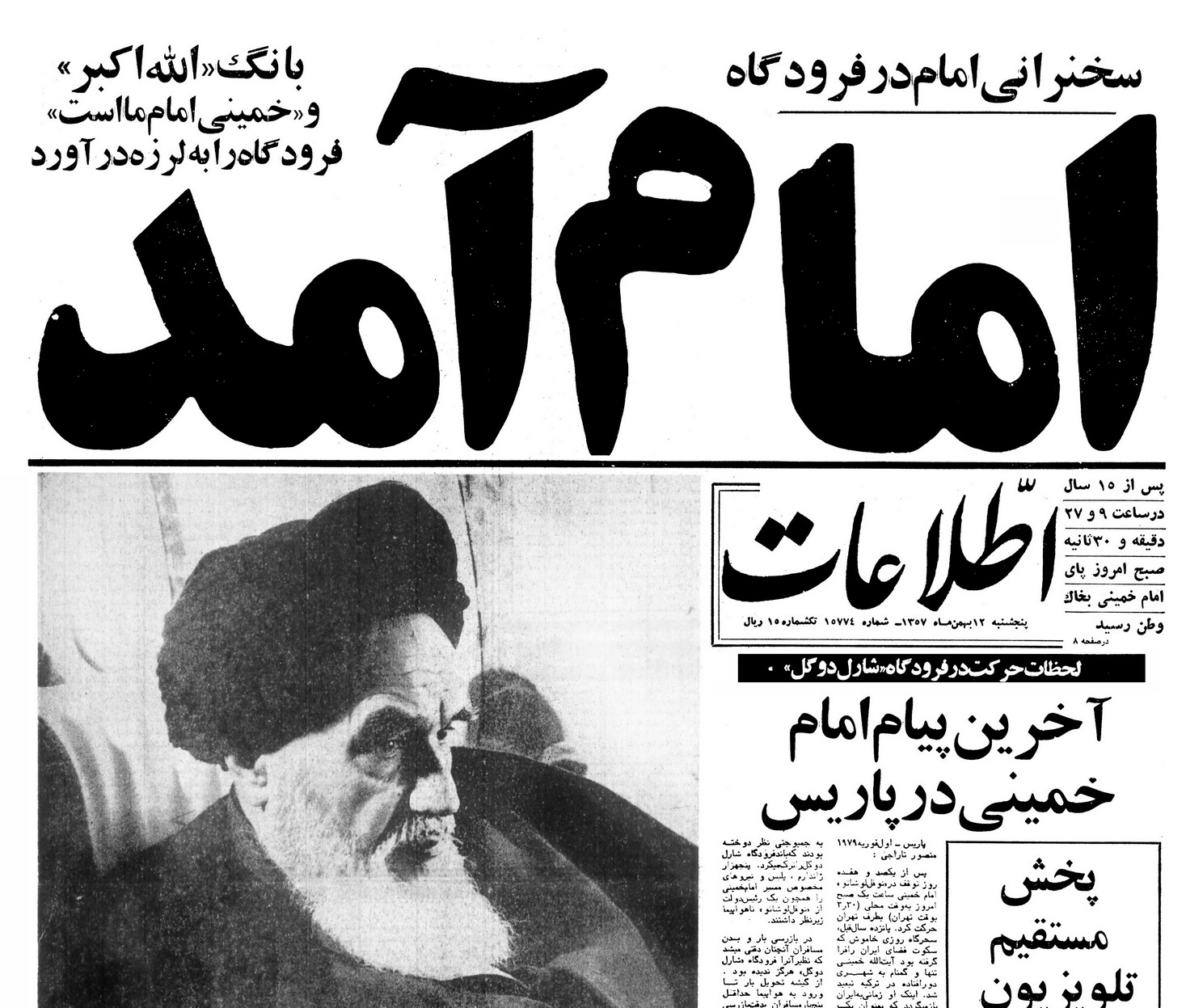
تیتر اصلی روزنامه اطلاعات با سرخط امام آمد

ده روز بعد به دنبال شکست گاردشاهنشاهی، آخرین سنگر مقاومت نیروهای شاهنشاهی شکسته‌شد و انقلاب ایران به‌طور رسمی پیروز گردید و او به عنوان رهبر این انقلاب زمام امور را در دست گرفت. این ده روز، دههٔ فجر نامیده می‌شود و هر ساله جشن گرفته می‌شود.
آنچه به خمینی کمک کرد بتواند رهبری انقلاب را به دست بگیرد این بود که او اولا توانست روحانیت شیعه را که معمولاً جناح گرا و فردگرا هستند را ماهرانه در حمایت از خود متحد کند. ثانیاً خمینی توانست گروه‌های سیاسی مختلف با اهداف مختلف را با هدف حذف شاه متحد کند. ثالثاً خمینی توانست با تعبیر مبارزه خود علیه شاه در قالب شعارهای آسمانی، توده‌های مردم به خصوص طبقات پایین را جذب کند. انقلاب بدین ترتیب تبدیل به بازسازی واقعه کربلا و جنگ بین حق و باطل شد که در آن حامیان و مخالفان انقلاب نقش‌های حسین و یزید را تداعی می‌کردند. شخصیت خمینی در تبعید، شخصیت مهدی را تداعی می‌کرد که از طریق نوابش به پیروان خود پیام می‌فرستد.
پس از انقلاب همه‌پرسی‌ای برای تعیین نوع حکومت برگزار گردید. این همه‌پرسی اولین مورد رویارویی بین خمینی و سایر نیروهای انقلابی بود. چهره‌های لیبرال تر روحانیون مانند طالقانی و شریعتمداری به همراه گروه‌هایی مانند جبهه ملی و بازرگان موافق وجود چندین گزینه انتخابی برای همه‌پرسی بودند. اما سرانجام به فرمان خمینی مردم تنها می‌توانستند تنها بین گزینه جمهوری اسلامی در مقابل نظام سلطنتی انتخاب کنند.
با وجود آنکه آزادی بیان یکی از محورهای اعتراضات زمان انقلاب بود. به‌زودی معلوم شد که این آزادی بیان شامل انتقاد از نظام نمی‌شود. هرکسی که به مخالفت برمی‌خواست یا علیه اعمال کمیته‌های انقلاب سخنی می‌گفت قربانی همان کمیته‌های انقلاب می‌شدند. به‌طور آشکاری شیفتگی مردم نسبت به نظام روز به روز کاهش می‌یافت به‌طوری‌که ۲۰۴۰۰۰۰۰ شرکت‌کننده در همه‌پرسی ۱۲ فروردین به چهارده میلیون در اولین انتخابات ریاست جمهوری اسلامی در ژانویه ۱۹۸۰ کاهش یافت و این تعداد شرکت‌کننده در اولین انتخابات شورای ملی در مارس ۱۹۸۰ به شش میلیون و صدهزار نفر رسید.
سید روح‌الله خمینی به پیشنهاد شورای انقلاب مهدی بازرگان را به سمت رئیس دولت موقت انتخاب کرد. اما در کنار این دولت رسمی کمیته‌های انقلاب شکل گرفت که عملاً دولتی در سایه بود و دولت بازرگان کنترلی بر آن نداشت. پس از انقلاب ایران به فرمان سید روح‌الله خمینی، برای محاکمه مقامات نظام شاهنشاهی پهلوی، صادق خلخالی به عنوان حاکم شرع دادگاه‌های انقلاب منصوب شد. کمیته‌های انقلاب در هر شهری تشکیل شد. صدها نفر در اوایل انقلاب اعدام شدند. این اعدام‌ها بعضی بخاطر جرایم ناچیز و حتی گاهی بدون محاکمه انجام می‌شد.
پس از بازرگان، بنی صدر که از حلقه نزدیکان او در پاریس بود به ریاست جمهوری رسید. هر چند خمینی در ابتدا حامی بنی صدر بود به مرور حمایت خمینی به انتقاد خمینی تبدیل شد و سرانجام بنی صدر از ریاست جمهوری خلع شد. در اواخر فروردین سال ۱۳۵۹ دانشگاه‌ها تحت عنوان انقلاب فرهنگی به فرمان خمینی دانشگاه‌ها بسته شد و بدنبال آن هر کسی به ظن نظام، اسلامی نبود یا سوابق راضی‌کننده‌ای در قبل از انقلاب نداشت از دانشگاه‌ها اخراج شدند. همچنین دانشگاه‌ها از چپگرایان و بهایی‌ها پاکسازی شدند. در همان زمان حجاب در ایران اجباری شد و حزب‌الله به هر زنی که در خیابان حجاب مناسب نداشت حمله می‌کردند.
روابط خمینی با روحانیان برجسته قم و مشهد در سال‌های شصت و یک و شصت و دو به تیرگی گرایید. آیت‌الله‌های برجسته مشهد مانند شیرازی و قمی در بهار سال هزار و سیصد شصت و یک در سخنرانی‌های خود چندین مورد به رژیم انقلابی حمله کردند. همچنین روحانیانی مانند زنجانی، بهاالدین محلاتی و شیخ علی تهرانی به انتقاد از خمینی، جمهوری اسلامی و ایده ولایت فقیه پرداختند. در قم شریعتمداری و گلپایگانی علیه استیلای جمهوری اسلامی موضع گرفتند. هرچند آیت‌الله مرعشی سعی کرد موضعی خنثی بگیرد. با اعلام خمینی مبنی بر اینکه وجوهات اسلامی باید به امام جمعه‌های منتسب او پرداخت شود، ضربه اقتصادی سختی به مراجع خورد و آن‌ها دیگر نمی‌توانستند با جمع‌آوری وجوهات طلبه‌های دینی و کارهای خیریه خود را تأمین مالی نمایند.

### خمینی و جنگ
خمینی تا پایان عمر قاطعیت و تغییرناپذیری خود را حفظ نمود. او با پایان جنگ با صدام که به‌طور مداومی نارضایتی مردم رو به افزایش بود مخالفت می‌کرد. تنها زمانی که ورق جنگ در سال آخر آن برگشت و نیروی‌های آمریکایی هواپیمای مسافربری ایران را سرنگون کردند خمینی به تعبیر خود «جام زهر» را نوشید و با آتش‌بس موافقت نمود. در این زمان دیگر آرزوی او برای سرنگونی صدام دست نیافتنی بود. هرچند خمینی در ابتدا قطع ۵۹۸ شورای امنیت سازمان ملل متحد مبنی بر آتش‌بس بین ایران و عراق را رد کرده بود. در اواسط تیر ماه سال ۱۳۶۷ که اکبر هاشمی رفسنجانی که به تازگی جای علی خامنه‌ای به عنوان فرمانده جنگ را گرفته بود خمینی را راضی نمود که امیدی به ادامه این جنگ نیست و خمینی سرانجام با پذیرش قطع نامه موافقت نمود.

### برخورد با مخالفان
اگر ما از اول که رژیم فاسد را شکستیم و این سد بسیار فاسد را خراب کردیم، به‌طور انقلابی عمل کرده بودیم، قلم تمام مطبوعات را شکسته بودیم و تمام مجلات فاسد و مطبوعات فاسد را تعطیل کرده بودیم و رؤسای آن‌ها را به محاکمه کشیده بودیم و حزب‌های فاسد را ممنوع اعلام کرده بودیم و رؤسای آن‌ها را به سزای خودشان رسانده بودیم و چوبه‌های دار را در میدان‌های بزرگ برپا کرده بودیم و مفسدین و فاسدین را درو کرده بودیم، این زحمت‌ها پیش نمی‌آمد. من از پیشگاه خدای متعال و از پیشگاه ملت عزیز عذر می‌خواهم. ما مردم انقلابی نبودیم… اگر ما انقلابی بودیم، اجازه نمی‌دادیم اینها اظهار وجود کنند. تمام احزاب را ممنوع اعلام می‌کردیم، تمام جبهه‌ها را ممنوع اعلام می‌کردیم، یک حزب! و آن حزب‌الله، حزب مستضعفین و من توبه می‌کنم از این اشتباهی که کردم؛ و من اعلام می‌کنم به این قشرهای فاسد در سرتاسر ایران که اگر سر جای خودشان ننشینند ما به‌طور انقلابی با آن‌ها عمل می‌کنیم.

سید روح‌الله خمینی، بازرگان و بنی‌صدر

اتهام معمول برای کسانی که در دادگاه‌های انقلاب دوران خمینی به اعدام محکوم می‌شدند «مفسد فی الارض» بود: اتهامی مبهم و غیرقابل تعریف از نظر کیفری با باری لغوی قرآنی بسیار سنگین.
پس از پیروزی انقلاب ۵۷ بین سید روح‌الله خمینی و برخی از چهره‌های اصلی انقلاب نظیر مهدی بازرگان اولین نخست‌وزیر ایران پس از انقلاب، ابوالحسن بنی صدر اولین رئیس‌جمهور ایران، حسینعلی منتظری قائم مقام رهبری، محمدکاظم شریعتمداری مرجع تقلید شیعه، عباس امیرانتظام سخنگوی دولت موقت و صادق قطب زاده رئیس صدا و سیما و وزیر امورخارجه اختلاف‌هایی به وجود آمد. این اختلاف‌ها با خمینی موجب حذف تدریجی این چهره‌ها از حکومت شد.
از جمله کارهای وی صدور حکم ارتداد (خروج از دین اسلام) و مهدور الدم بودن سلمان رشدی پس از نگارش کتاب آیات شیطانی، در سال ۱۳۶۷ است.

#### اعدام زندانیان سیاسی ۱۳۶۷
در تابستان ۱۳۶۷ به دنبال فرمان خمینی هزاران زندانی سیاسی در زندان‌های جمهوری اسلامی طی محاکماتی سرپایی اعدام گردیدند. از این اعدام‌ها به عنوان کشتاری درتاریخ ایران یاد می‌شود که شدت خشونت در آن در تاریخ معاصر ایران بی‌سابقه‌است. این اعدام پس از درهم شکستن حمله مجاهدین در روزهای پایانی جنگ ایران و عراق بود. با وجود اعتراض شدید جانشین خمینی، منتظری، با حکم حکومتی خمینی بیش از سه هزار زندانی سیاسی که دوران محکومیت قضایی خود را گذرانده بودند یا در حال گذراندن بودند اعدام شدند.
خمینی دلیل خود را برای صدور دستور اعدام زندانیان سیاسی در تابستان ۱۳۶۷، طی نامه‌ای چنین بیان کرد:
از آنجا که منافقین خائن به هیچ وجه به اسلام معتقد نبوده و هر چه می‌گویند از روی حیله و نفاق آنهاست و به اقرار سران آن‌ها از اسلام ارتداد پیدا کرده‌اند، با توجه به محارب بودن آن‌ها و جنگ کلاسیک آن‌ها در شمال و غرب و جنوب کشور با همکاری‌های حزب بعث عراق و نیز جاسوسی آن‌ها برای صدام علیه ملت مسلمان ما و با توجه به ارتباط آنان با استکبار جهانی و ضربات ناجوانمردانهٔ آنان از ابتدای تشکیل نظام جمهوری اسلامی تاکنون، کسانی که در زندان‌های سراسر کشور بر سر موضع نفاق خود پافشاری کرده و می‌کنند، محارب و محکوم به اعدام می‌باشند.»

### وعده‌ها
خمینی در ۲۲ بهمن ۱۳۵۷ پس از تصرف رادیو توسط انقلابیون در بیانیه‌ای با تقدیر از عقب‌نشینی و عدم دخالت ارتش در امور سیاسی، از مردم خواست از خرابکاری و اخلال‌گری و حمله به سفارتخانه‌ها جلوگیری کنند و نوشت «به امرای ارتش اعلام می‌کنم که در صورت جلوگیری از تجاوز ارتش، پیوستن آنان به ملت و دولت قانونی ملی اسلامی، ما آنان را از ملت و ملت را از آنان می‌دانیم و مانند برادران با آنان رفتار می‌نماییم.» و در همان شب شورای عالی ارتش شاهنشاهی در جلسه‌ای با شرکت تقریباً تمامی فرماندهان عالی‌رتبه خود و بدون هیچ مخالفتی پشتیبانی کامل خود از خواسته‌های ملت را اعلام کرد.
اما تنها ساعاتی پس از آن عده‌ای از سران حکومت پهلوی از جمله سرلشکر منوچهر خسروداد فرمانده هوانیروز، سپهبد مهدی رحیمی رئیس شهربانی کل، سرلشکر رضا ناجی (سرلشکر) اولین فرماندار نظامی ایران و تیمسار نعمت نصیری رئیس سابق ساواک در مدرسه رفاه به حکم صادق خلخالی اعدام شدند.
روح‌الله خمینی قبل از انقلاب ایران در سال ۱۳۵۷ وعده‌هایی در خصوص برابری زنان و مردان و آزادی مطبوعات به مردم ایران داده بود. همچنین او در تاریخ ۱۰ اسفندماه ۱۳۵۷ در سخنرانی که در روز ورود به شهر قم انجام داد، از اهداف انقلاب به تحویل دادن سرمایه ملی به مردم و مجانی کردن آب، برق و اتوبوس برای مستمندان اشاره کرده بود.
[بخشی از سخنرانی ۱۰ اسفندماه ۱۳۵۷ در شهر قم:] تمام کمیته‌هایی که در تمام اطراف ایران هست موظفند که آنچه به دست آمد از مخازن ایران، هر چه که اینها بردند و مخفی کردند و اتباع آن‌ها بردند و مخفی کردند، آن‌ها را که به دست آمده‌است. به بانکی که شماره‌اش را بعد تعیین می‌کنم تحویل بدهند که برای کارگرها، برای مستضعفین، برای بینوایان، هم‌خانه بسازند، هم زندگی آن‌ها را مرفه کنند. ما علاوه بر اینکه زندگی مادی شما را می‌خواهیم مرفه بشود، زندگی معنوی شما را هم می‌خواهیم مرفه باشد. شما به معنویات احتیاج دارید. معنویات ما را بردند اینها. دلخوش نباشید که مسکن فقط بسازیم، آب و برق را مجانی می‌کنیم برای طبقه مستمند، اتوبوس را مجانی می‌کنیم برای طبقه مستمند، دلخوش به این مقدار نباشید، معنویات شما را، روحیات شما را عظمت می‌دهیم
همچنین بخشی از سخنرانی او در بهشت زهرا پس از انقلاب ۵۷ به صورت سانسور شده در رسانه‌های ملی پخش می‌گردد.

## دیدگاه‌ها
خمینی در سخنانی پیشنهاد برخی گروه‌های سیاسی مبنی بر نوع حکومتی که باید در ایران ایجاد شود را رد نموده و هیچ‌یک از عناوین «جمهوری»، «جمهوری دمکراتیک»، «جمهوری اسلامی دمکراتیک» را نپذیرفته و گفته بود «فقط جمهوری اسلامی نه یک کلمه کمتر و نه یک کلمه بیشتر، ما نباید از کلمه دمکراتیک استفاده کنیم که غربی است و ما آن را نمی‌خواهیم.»
خمینی همچنین در مصاحبه با اوریانا فالاچی در اوایل انقلاب ایران در سال ۱۳۵۷، در پاسخ به سوألی دربارهٔ تیرباران زنی که مرتکب زنای محصنه شده و کشتن مردان همجنسگرا، گفت که کشتن این افراد شبیه بریدن انگشت افراد مبتلا به قانقاریا می‌باشد که باعث جلوگیری از نفوذ بیماری به سراسر بدن می‌شود.

### ولایت فقیه

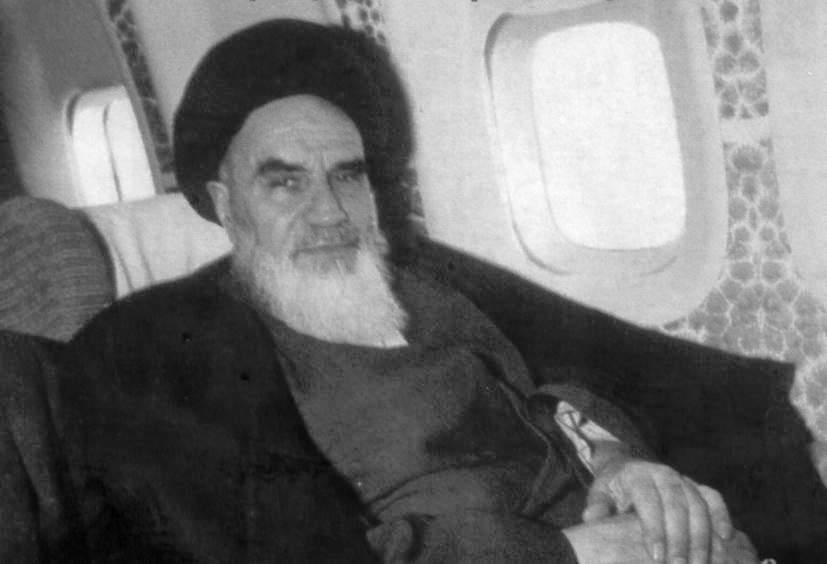
سید روح‌الله خمینی

ولایت فقیه نظریه‌ای در فقه شیعه است که نظام سیاسی مشروع در دوران غیبت امام معصوم را بیان می‌کند. نظام جمهوری اسلامی ایران بر مبنای این نظریه تأسیس شده‌است.
این نظریه که بیش از همه توسط روح‌الله خمینی مطرح و تشریح شده، ولایت فقیه را به کلیه امور نه تنها شرعی و دینی، بلکه حکومتی و سیاستی، جانی و مالی گسترش می‌دهد. یعنی در زمان غیبت امام معصوم فقها نایبان عام امامان معصوم هستند و ولایت بر تقریباً تمام امور مربوط به امام معصوم (حتی جهاد ابتدایی اما نه امور شخصی مسلمین) دارند.

#### تعریف ولایت
ولایت از ریشه ولی آمده و معانی مختلفی در کتب لغت برای آن ذکر شده و در اصطلاحات متعددی کاربرد دارد. تعریف فقهی آن از جمله در کتب مربوط به نظریه ولایت فقیه؛ امارت و سلطنت بر جان و مال و امور دیگری و اولویت تصمیمات او نسبت به مولی (ولایت شونده) است.
آیت‌الله خمینی آن را اینچنین توضیح می‌دهد:
ولایت عبارت از نوعی سلطه‌است که دایره‌اش نسبت به مواردش گستردگی و محدودیت دارد. یا امر وضعی است که لازمه‌اش چنین سلطه‌ای است. بدین‌سان ولی انسان نابالغ کسی است که مطابق مصلحت او در امورش تصرف می‌کند. حاکم و ولی یک کشور نیز بر اساس مصلحت و به اقتضای سیاست ان کشور تصرف و عمل می‌کند.

### خمینی و اقتصاد
هنگامی که پس از مرگ خمینی هاشمی رفسنجانی دولت را در دست گرفت. اقتصاد ایران بمانند کشتی غرق شده بود و گران شدن قیمت‌ها از آن دوره شروع شد. با وجود چهار برابر شدن قیمت نفت تولید ناخالص ملی ایران به سطح ۲۱ سال قبل برگشته بود. یعنی حتی به چند سال قبل از انقلاب و زمانی که ایران رشد اقتصادی خوبی را شاهد بود. در کنار این بازدهی نیروی کار نیز در وضع بدی بود. به گفته سعید ارجمند زمانی که خمینی در ۲۴ اوت ۱۹۷۹ می‌گفت «اقتصاد مال خر است. مردم ما برای اسلام انقلاب کرده‌اند نه خربزه.» «می‌دانست که چه می‌گوید».
در مقابل گفته می‌شود که خمینی اصلاً چنین جمله‌ای را بر زبان نیاورده بلکه گفته‌است: «آنهایی که دم از اقتصاد می‌زنند و زیربنای همه چیز را اقتصاد می‌دانند از باب اینکه انسان را نمی‌دانند یعنی چه، خیال می‌کنند که انسان هم یک حیوانی است که همان خورد و خوراک است! منتها خورد و خوراک این حیوان با حیوانات دیگر یک فرقی دارد. این چلوکباب می‌خورد؛ او کاه می‌خورد؛ اما هر دو حیوانند. اینهایی که زیربنای همه چیز را اقتصاد می‌دانند اینها انسان را حیوان می‌دانند. حیوان هم همه چیزش فدای اقتصادش است. زیربنای همه چیزش [است] الاغ هم زیربنای همه چیزش اقتصادش است. اینها انسان را نشناختند اصلاً که چه هست. ما باید باورمان بیاید به اینکه مملکت»
البته او در همین سخنرانی امور مادی -از جمله اقتصاد و سازندگی- را در کنار امور معنوی از اصول اسلامی می‌داند:

اسلام شوخی ندارد؛ همه‌اش جدی است… هم در امور مادی، که اسلام هر دو جهت را دارد، هم امور مادی و هم امور معنوی، همه‌اش جد است… همان طوری‌که آدم تریاکی نمی‌تواند از پای منقل پا شود برود سراغ فرض کنید که جهاد سازندگی، از پای منقل نمی‌تواند فکر این معنا را بکند که به مملکت ما چه می‌گذرد؛ فرهنگ ما چه شده‌است؛ اقتصاد ما چه شده‌است.

## نامه به گورباچف
در اولین روز سال ۱۹۸۹ میلادی (۱۱ دی ۱۳۶۷) عبدالله جوادی آملی، محمدجواد لاریجانی و مرضیه حدیدچی دباغ به نمایندگی از سوی خمینی نامه‌ای را خطاب به میخائیل گورباچف آخرین دبیرکل حزب کمونیست شوروی تسلیم وی کردند. رهبر ایران در این نامه نسبت به مرگ کمونیسم هشدار داد.
در این پیام آمده‌است:
جناب آقای گورباچف، برای همه روشن است که از این پس کمونیسم را باید در موزه‌های تاریخ سیاسی جهان جستجو کرد؛ چرا که مارکسیسم جوابگوی هیچ نیازی از نیازهای واقعی انسان نیست؛ چرا که مکتبی است مادی، و با مادیت نمی‌توان بشریت را از بحران عدم اعتقاد به معنویت، که اساسی‌ترین درد جامعه بشری در غرب و شرق است، به‌درآورد.
هشت هفته بعد ادوارد شواردنادزه وزیر خارجه وقت شوروی همراه هیاتی بلندپایه از شوروی پاسخ نامه را در جماران تسلیم خمینی نمود:
... آقای گورباچف می‌نویسد که در سیاست بین‌المللی، ما پیرو یک اصل اساسی هستیم یعنی اصل احترام به آزادی انتخاب برای هر انسان و هر ملت. نتیجتاً کشور ما و تمامی ملت ما از انقلاب بزرگ شما حسن استقبال کرده‌است… انقلاب شما انتخاب ملت شما بوده‌است و ما از این همیشه پشتیبانی کرده و می‌کنیم… آقای گورباچف در پیام خود می‌نویسند که ملت ما نیز انتخاب خود را به عمل آورده و این در سال ۱۹۱۷ بود…
گورباچف بعدها در سال ۱۳۷۸، طی مصاحبه‌ای با خبرنگار واحد مرکزی خبر در مسکو اظهار کرد:
زمانی که من این پیام را دریافت کردم احساس کردم که شخصی که این پیام را نوشته بود متفکر و دلسوز برای سرنوشت جهان است. من از مطالعه این پیام استنباط کردم که او کسی است که برای جهان نگران است و مایل است من انقلاب اسلامی را بیشتر بشناسم و درک کنم… اگر ما پیش‌بینی‌های خمینی را در آن پیام جدی می‌گرفتیم امروز قطعاً شاهد چنین وضعیتی نبودیم.

## فتوای کشتن سلمان رشدی
در اواخر سال ۶۷ خمینی فتوای کشتن سلمان رشدی را صادر کرد. در این فتوا خمینی گفت:
به اطلاع مسلمانان غیور سراسر جهان می‌رسانم مؤلف کتاب «آیات شیطانی» که علیه اسلام و پیامبر و قرآن، تنظیم شده‌است، همچنین ناشرین مطلع از محتوای آن، محکوم به اعدام می‌باشند. از مسلمانان غیور می‌خواهم تا در هر نقطه که آنان را یافتند، سریعاً آن‌ها را اعدام نمایند تا دیگر کسی جرأت نکند به مقدسات مسلمین توهین نماید و هر کس که در این راه کشته شود، شهید است ان شاء الله. ضمناً اگر کسی دسترسی به مؤلف کتاب دارد ولی خود قدرت اعدام او را ندارد، او را به مردم معرفی نماید تا به جزای اعمالش برسد
برنارد لوئیس نویسنده کتاب «بحران اسلام» عقیده دارد کتاب آیات شیطانی یک کتاب ادبی و تخیلی بوده و اظهار تردید می‌کند که روح‌الله خمینی با وجود کهولت سن این کتاب ۵۰۰ صفحه‌ای را خوانده باشد. وی صدور فتوای کشتن سلمان رشدی را تخلف آشکار خمینی از قوانین اسلام می‌داند و می‌افزاید: «بر طبق قوانین اسلام باید به متهم فرصت دفاع از خود داده شود و نمی‌توان بدون محاکمه برای کسی حکم صادر کرد.»
اگرچه پس از مدتی سلمان رشدی در بیانیه‌ای از اینکه موجب ناراحتی پیروان اسلام شده ابراز تأثر و افسوس کرد اما خمینی بر فتوای خود تأکید کرد و گفت:
 حتی اگر سلمان رشدی اصلاح شده و مردی دیندار شود بر هر مسلمانی واجب است که از جان و مال خود بگذرد و او را به جهنم بفرستد.

## درگذشت
سید روح‌الله خمینی بدنبال بروز مشکل دستگاه گوارش در ۲۸ اردیبهشت ۱۳۶۸ از روز ۲ خرداد تحت عمل پزشکی قرار گرفت. بدنبال مشکل اساسی که در ساعت سه بعد ظهر ۱۳ خرداد در روند بیماری وی به وجود آمده بود و طی اعلامیه‌ای در ساعت ۸ونیم به اطلاع عموم مردم رسید، وی در شامگاه شنبه، ساعت ۲۲ و ۲۰ دقیقه ۱۳ خرداد سال ۱۳۶۸ خورشیدی، (۳ ژوئن ۱۹۸۹ میلادی) برابر با ۲۴ شوال ۱۴۰۹ قمری در ۸۷ سالگی درگذشت.
مراسم تشییع وی در روز ۱۶ خرداد با حضور بیش از ده میلیون نفر برگزار شد و در همانروز در بهشت زهرای تهران دفن گردید. که امروزه محل آرامگاه وی می‌باشد.